# Альма Рубенс
Альма Женев'єва Рубенс (англ. Alma Genevieve Rubens; 19 лютого 1897 — 22 січня 1931) — американська акторка німого кіно та театру.

## Біографія
Народилася 19 лютого 1897 року в Сан-Франциско (штат Каліфорнія, США) в сім'ї ірландки Терези Рубенс (до шлюбу Хаєс) (1871—?) і Джона Рубенса (1857—?) — єврея, що іммігрував з Німеччини в США в 1890 році. Мала старшу сестру Хейзел (1893—?). В деяких джерелах її ім'я при народженні помилково вказується як Женев'єв Дрісколл, насправді ж Дрісколл — дошлюбне прізвище її бабусі по материнській лінії. 
Альма отрималу освіти в одному з монастирів в Сан-Франциско.
У червні-липні 1918 року була одружена з актором Франкліном Фарнумом. У 1923—1925 рр. — зі сценаристом Деніелом Гудменом. У січні 1926 року одружилася з актором Рікардо Кортесом і була за ним до своєї смерті у 1931 році.
Альма Рубенс померла у віці 33 років 22 січня 1931 року в Лос-Анджелесі (штат Каліфорнія, США) від пневмонії, не приходячи до тями, провівши 3 дні в несвідомому стані.

## Кар'єра
Альма Рубенс знімалася в німому кіно в 1913—1929 роки, з довгою перервою в 1926 році. Її проривом у кіно стала роль Лемони у фільмі «Reggie Mixes In» (1916). Кар'єра почала руйнуватися в 1920-х роках через кокаїнову залежність. Всього зіграла близько 60 ролей.
За свій внесок в кіноіндустрію була удостоєна зірки на Голлівудській алеї слави.

## Вибрана фільмографія
- 1916 — Загадка летючої риби / The Mystery of the Leaping Fish — спільник лідера банди
- 1923 — Вороги жінок / Enemies of Women